# كعك بقسماط

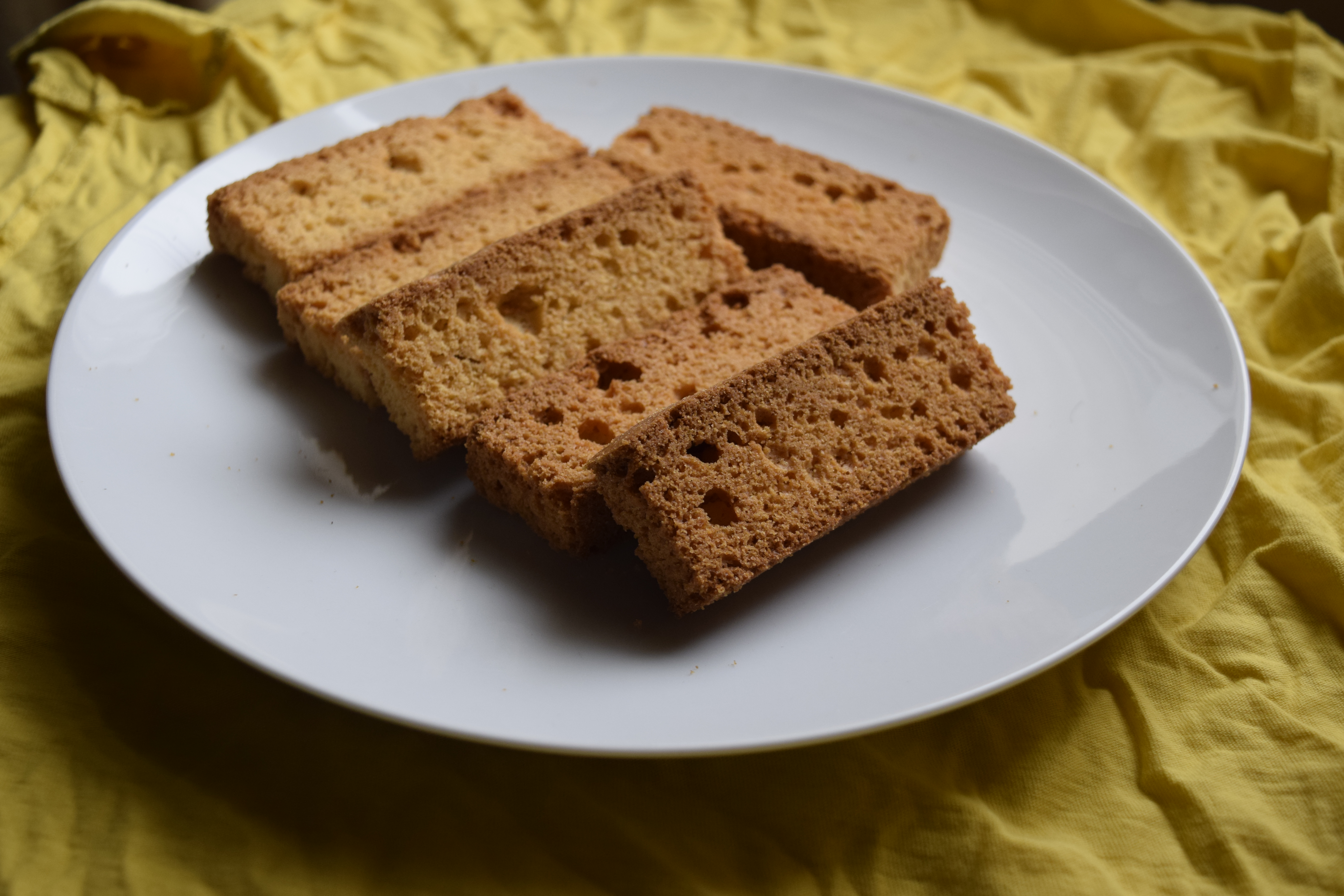
قطع من كعك البقسماط

الشابورة أو البقسماط (يُسمى البقصم، تخفيفًا واختصارًا) هو نوع من الكعك المحمص مرتين ومجفف تماماًَ. للكلمة تنوعات إقليمية، أي حسب اللهجة ويختلف الباحثون على تحديد أصل الكلمة فمنهم من يقول أنها تركي عثماني نقلت عن اليونانية ومنهم من يقول يوناني ومنهم من يقول بأن اليونان اشتقوها من لفظ مصري قديم. يؤكل البقسماط، أو القرشلة، او الشابورة، مع الشاي أو الحليب. بينما يستخدم مسحوق البقسماط في الطبخ بعدة أشكال.

## معنى كلمة بقسماط
يختلف الباحثون على أصل التسمية، فمنهم من يقول بأن أصلها تركي وعربي حيث كلمة peksimet التركية تتكون من كلمتين: بك بمعنى قاسي وسميت أي السميد باللغة العربية ودخلت اللغة التركية بالقرن الثالث عشر. وكان البكسميت\البقسماط من التموين الثابت كغذاء للجيش العثماني في القرن السادس عشر.
بينما يرجع رينهارت دوزي مؤلف تكملة المعاجم العربية اللفظ إلى اليونانية، إلى كلمة παξιμάδιον وتلفظ بَكْسَمَاذْيون، ويرجع دالبي الكلمة، والتي تستخدم في اليونانية لتسمية كعك البقسماط اليوناني (بالإنجليزية: Paximathia)، يرجعها إلى مؤلف اغريقي اسمه بَكساموس Paxamus عاش بالقرن الأول الميلادي وكتب كتاب للطبخ ويفترض دالبي بأن الكعك اشتهر نسبة لواصفه. بينما يفترض بيرنال بأن الكلمة اليونانية القديمة παξαμας وتعني بسكويت وتلفظ باكساما لا تعود لإسم الكاتب اليوناني بل حورها اليونانيون أساساً من كلمة مصرية قديمة هي psn وتعني رغيف الخبز.
- البقسماط: في مصر وهو أكثر الأسماء شيوعاً بغير بلدان.
- البقصم والشبلور في العراق
- القرشلة أو أُزماط في فلسطين والأردن (تتميز باستخدام الحليب بكثرة بصنعها).
- الشابورة أو الكماج (في الخليج)

ومن المثبت قدم الكلمة على ألسن العامة، فبكتاب تكلمة المعاجم العربية، يذكر الكاتب بأنها وردت بعددِ من الكتب العربية التراثية أقدمها الزهراوي (حوالي 1000 ميلادي). بينما يصف المستعيني (حوالي 1006ميلادي) بالأندلس البقسماط بلفظ كعك شامي، وعند ابن البيطار( حوالي 1200 ميلادية) تلفظ بشماط وعند المقريزي (حوالي 1400 ميلادي) تلفظ بشماط عند المغاربة والمصريين بزمنه.

## مكونات البقسماط
البقسماط هوخبز محمص مرتين على شكل بيضاوي (الكعك) أو شكل خبز التوست، أو البسكويت المجفف تماماً. والتالية هي مكوناته الأساسيّة:
- دقيق القمح.
- نصف كوب من النشا.
- كوب من الزيت النباتي.
- ملعقة كبيرة من الخميرة.
- ملعقة كبيرة من السكر.
- ملعقة صغيرة من الملح.
- منكهات: يانسون أوحبة البركة أو السمسم أو الهيل (أو بدونها)
- الحليب الجاف (لصنع القرشلة في فلسطين والأردن)

## التنويعات العالمية

### تركيا
في تركيا، اسمه بكسميت (peksimet). وتتكون الكلمة من لفظين: بك بمنعنى قاسي بينما سميت هي السميد. وكان جزءاً أساسياً من تموين الجيش العثماني كونه يصلح للأكل لفترات طويلة ولا يعفن كالخبز الطازج، وكان خلال الحرب الروسية التركية (1768–1774) يستورد من مصر ومدينة قارص وبلغراد.

### اليونان
في اليونان يسمى البقسماط باكسمادي (باليونانية: παξιμάδι) وله عدة أنواع وأشكال ويصنع عادة من طحين الشعير أو الحمص، ويغمس عادة بالنبيذ أو الماء أو الزيت قبل أكله. وتذكر المصادر بأن الجيش الروماني بالقرن الأول كان يقتات على الخبز المخبوز مرتين والمجفف مما يشير إلى مادة مشابهة للبقسماط.

### إيران

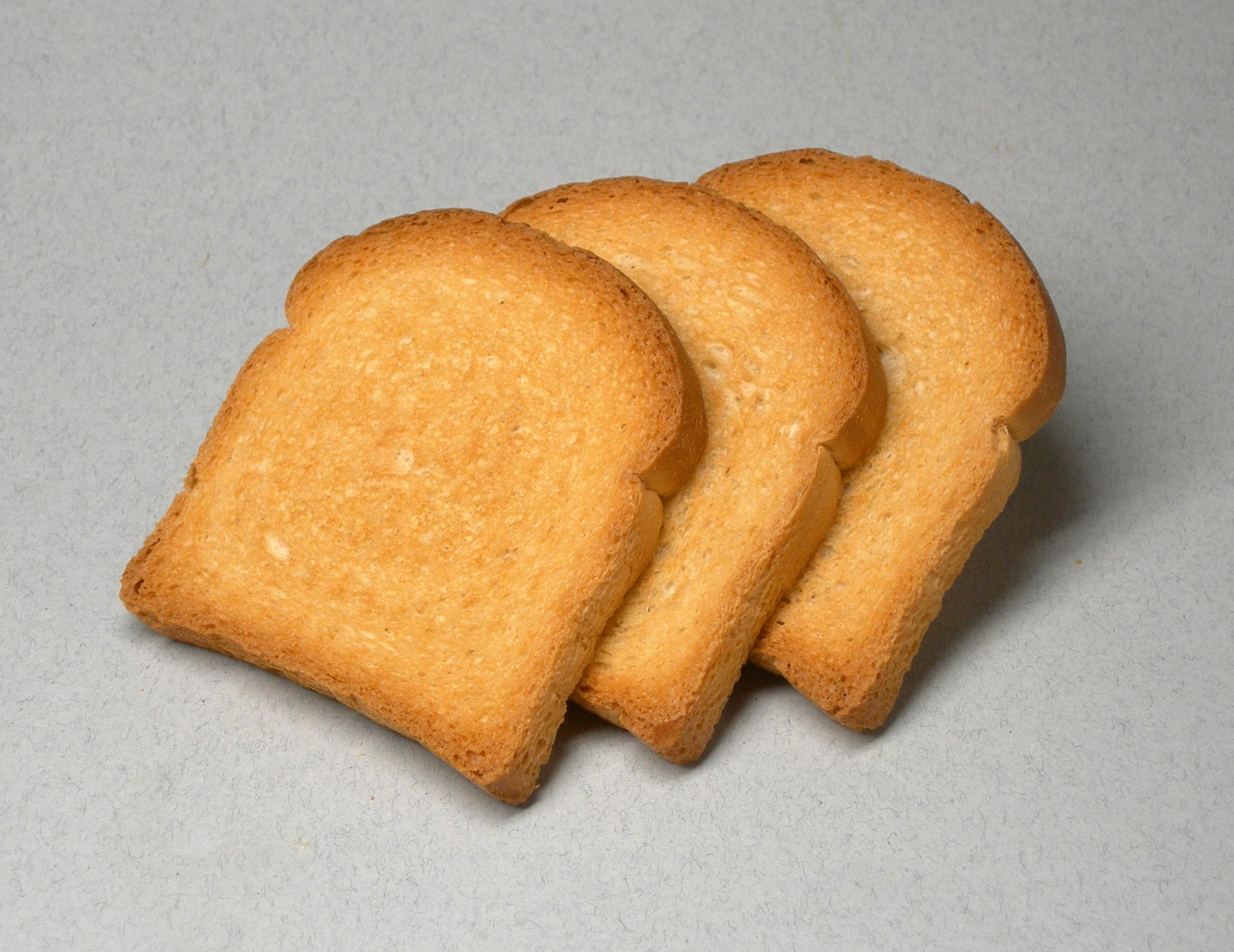
زفايباك ألماني: خبز توست مخبوز مرتين ليجف

في إيران يسمى الخبز المحمر (الفارسية: نان سوخارى). ويصنع أيضاَ من نفس المكونات المذكورة أعلاه بصنع القرشلة الفلسطينية، ويؤكل مثلها بتغميسها بالشاي. 

### ألمانيا
يسمى في ألمانيا زفايباك (Zwieback ) والتي تعني مخبوز مرتين. ويكون شكله عادة بشكل قطع التوست المجففة. 

### الهند

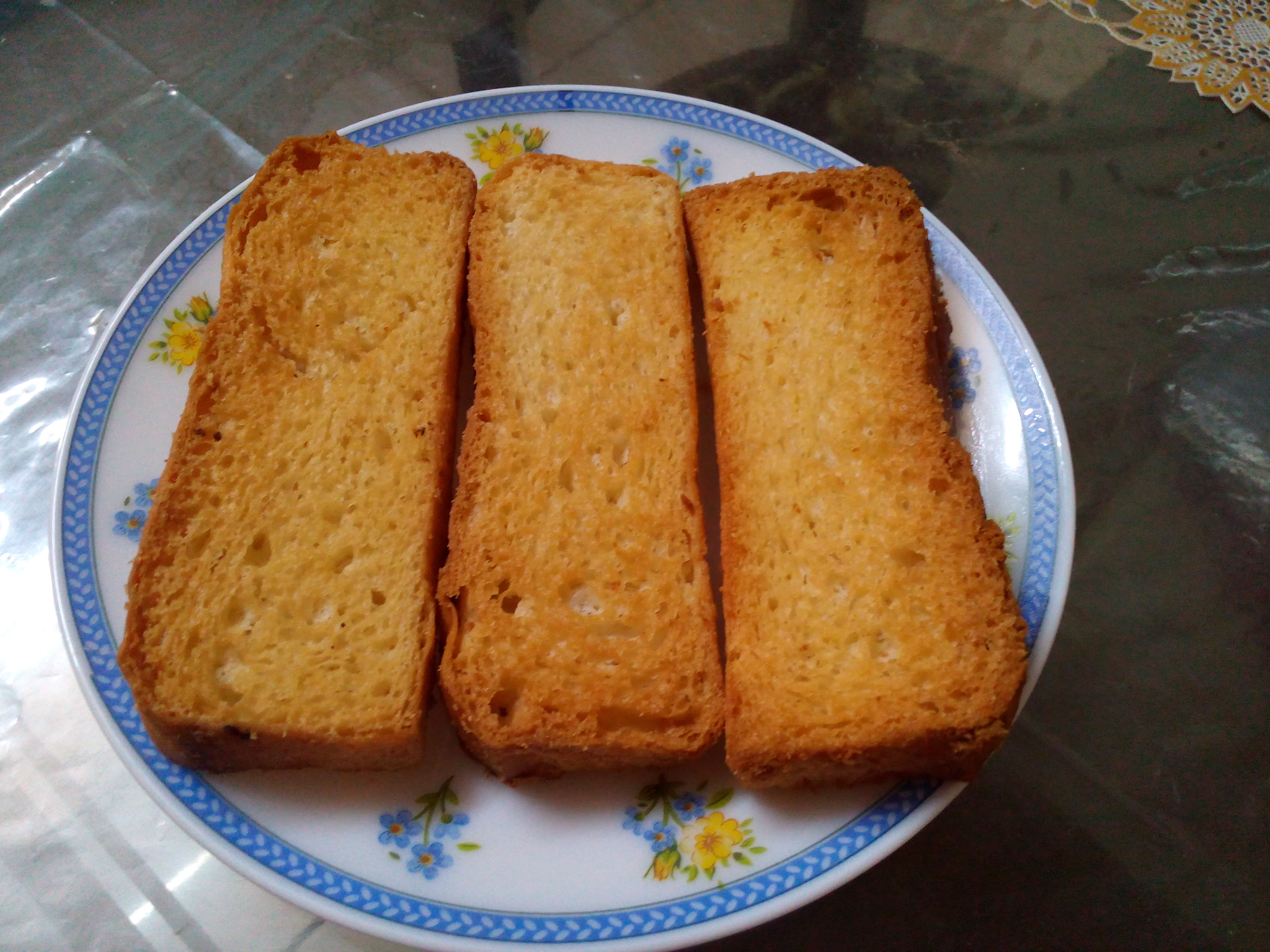
بقسماط هندي: خاستا

البقسماط الهندي هو بسكويت التوست أو الخبز المجفف. يسمى بلفظ خاستا  (الهندية: खस्ता), وخاتي توس في البنغال. 

### هولندا وبلجيكا (الفلاندرز)

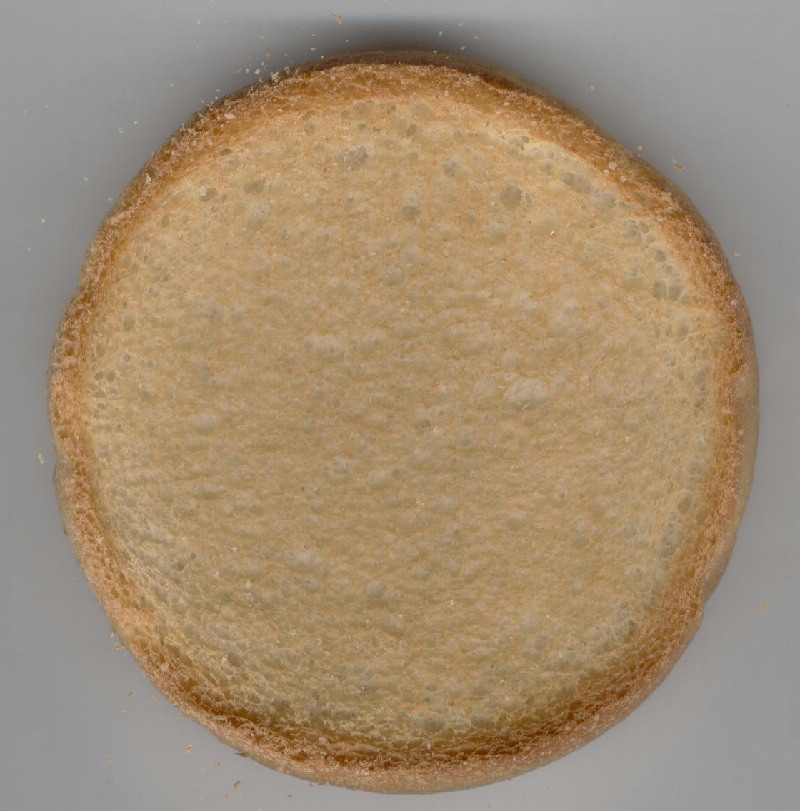
بسكوت هولندي

الشابورة المعروفة أيضاً باسم المخبوزات المقرمشة الهولندية، هي مقرمشات خفيفة مستديرة الشكل، وتسمى Rusk وتؤكل في هولندا وبلجيكا. في هولندا خاصة فمن المعتاد تقديم البسكويت مع الماوسشيس (وهي عبارة عن بذور اليانسون مغطاة بطبقة من العجين المسكر أبيض ووردي أو أزرق اللون) عند ولادة الطفل. وهذه المقرمشات مفيدة كغذاء لوجبة الإفطار مع مجموعة متنوعة من الحشوات، ومعظمها طبقة من الزبد يرش عليها نكهات مثل الشوكولاتة (رقائق الشوكولاتة) أو الفاكهة أو الجبن. وثمة تقليد الهولندية منذ فترة طويلة هو تقديم الفراولة على البسكويت، مع طبقة من السكر أو القشدة. وتباع هذه المقرمشات دائما في ملفوفات، كل لفافة تحوي عادة 13 بسكوتة. وهي تصنع بخبز عجينة الخبز المسطحة ثم تقطع لشرائح، ثم يخبز كل نصف مرة أخرى، ربما ياستخدام حرارة أقل في الفرن بعد أن يكون الخبز الرئيسي قد انتهى. وكلغة فإن البسكوت biscotto (وهي كلمة مأخوذة من إيطالية القرن 16) أتت من اللاتينية (panis) bis+coctus، (الخبز المطبوخ مرتين).